# St. Martin (Au bei Bad Aibling)

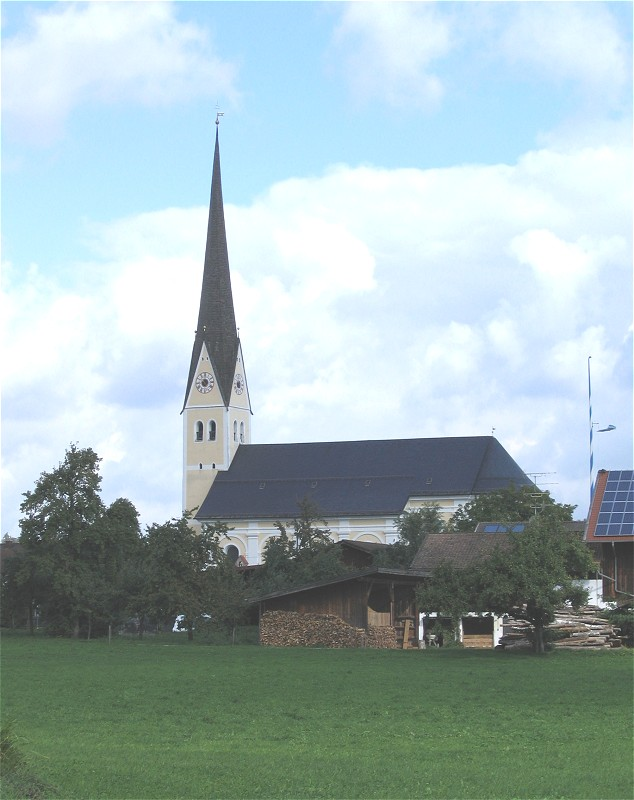
St. Martin in Au bei Bad Aibling

Die römisch-katholische Kirche St. Martin in Au bei Bad Aibling, einem Ortsteil von Bad Feilnbach im oberbayerischen Landkreis Rosenheim, gehört zum Dekanat Bad Aibling im Erzbistum München und Freising.

## Geschichte und Baubeschreibung
Die Auer Kirche St. Martin bestand vermutlich schon um 1150, da in damaligen Aufzeichnungen die Namen von Priestern in Au vermerkt sind. Sie gehörte zunächst als Filialkirche zur Urpfarrei Elbach und wurde erstmals 1390 erwähnt, als sie an das Kloster Scheyern gelangte. 1498 wurde sie zur Pfarrkirche mit den Filialkirchen Lippertskirchen, Feilnbach, Wiechs, Litzldorf und Kleinholzhausen erhoben. Nach der Gründung der „Erzbruderschaft Mariä Trost“ entstand an der Stelle der spätgotischen Kirche ein Neubau. Er wurde 1706 vom Baumeister Abraham Millauer nach Entwurf des Architekten Wolfgang Dientzenhofer im Stil des Barock errichtet, wobei der spätgotische Turm zunächst unverändert beibehalten wurde. Erst 1736 erhielt er einen Spitzhelm.
Architektonisch handelt es sich um einen Saalbau mit einem halbrund geschlossenen Chor und einer Stichkappentonne. Der Stuck mit Akanthusranken, Kartuschen, Rosetten u. a. stammt aus der Erbauungszeit. Das Deckengemälde schuf 1864 der Münchner Maler Thomas Guggenberger.

Von 2016 bis 2018 wurde die Kirche innen und außen durchgreifend restauriert.

## Ausstattung
Die Altäre stammen aus der Erbauungszeit. Im Hauptaltar befindet sich ein Tabernakel, der um 1783 von Joseph Götsch (1728–1791) geschaffen wurde. Das Hauptaltargemälde mit dem Kirchenpatron entstand 1912. Im linken Seitenaltar befindet sich das Gemälde „Mutter der Schönen Liebe“, unterhalb werden die hll. Benedikt und Scholastika mit der Auer Kirche dargestellt. Der rechte Seitenaltar enthält über den hll. Augustinus und Monika das Gemälde „Mariä Trost“. Der Kreuzweg entstand um 1735. Aus der Vorgängerkirche stammen vermutlich ein Kruzifix aus der Zeit um 1600 sowie ein Taufstein aus Rotmarmor aus dem 17. Jahrhundert.